# Zirkelstein
Zirkelstein je nízká stolová hora v Saském Švýcarsku na území obce Reinhardtsdorf-Schöna. Skládá se ze zalesněné kuželovité základny, na jejímž vrcholu ční asi 40 m vysoká pískovcová skála.

## Původ jména
Zirkelstein, česky „Oblý kámen“, získal své jméno podle charakteristického tvaru. Toto jméno se objevuje poprvé roku 1592 jako „Circkelstein“.

## Přírodní poměry
Hora se nachází asi šest kilometrů jihovýchodně od Bad Schandau v Saském Švýcarsku. V blízkosti se nachází obec Reinhardtsdorf-Schöna a přes Labe na české straně pak Hřensko. Nachází se na území Chráněné krajinné oblasti Saské Švýcarsko. Nejlepší přístup k Zirkelsteinu je po žluté turistické trase od Schöny. Na vrcholek Zirkelsteinu vede cesta ze schodů a žebříků.